# الدوري الإنجليزي لكرة القدم 1954–55
الدوري الإنجليزي لكرة القدم 1954–55 (بالإنجليزية: 1954–55 Football League)‏ هو موسم من دوري كرة القدم الإنجليزي. فاز فيه تشيلسي.